# Carazo
Carazo egy község Spanyolországban, Burgos tartományban. Carazo Pinilla de los Barruecos, Mamolar, Santo Domingo de Silos, Contreras, La Revilla y Ahedo és Villanueva de Carazo községekkel határos. Lakosainak száma 39 fő (2024).

## Népesség
A település népessége az utóbbi években az alábbiak szerint változott:
| Lakosok száma | 48   | 46   | 45   | 47   | 46   | 37   | 35   | 33   | 30   | 39   |
|               | 2001 | 2004 | 2006 | 2009 | 2011 | 2014 | 2016 | 2019 | 2021 | 2024 |